# الهجوم على كروسيفاتش
الهجوم على كروسيفاتش (بالإنجليزية: Attack on Kruševac)‏ كان هجوم من قبل المتمردين اليوغوسلافي على قوات المحور في كروسيفاتش داخل الأراضي المحتلة من قبل ألمانيا بصربيا و استمرت القتال خلال الفترة ما بين 23 و 27 سبتمبر 1941 وذلك كجزء من الحرب العالمية الثانية .

## الخلفية

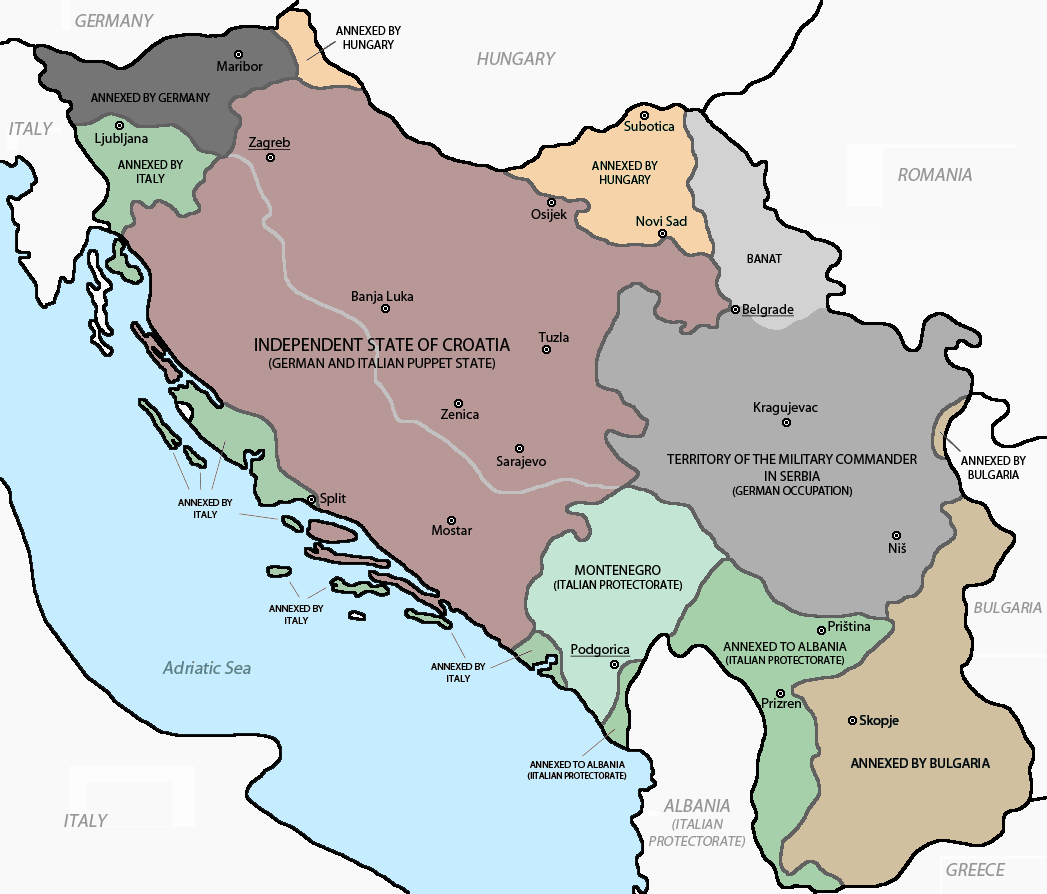
خريطة تُظهر الاحتلال وتقسيم يوغوسلافيا ، 1941-1943. توضح المناطق الرمادية الداكنة والخفيفة على الحدود الشرقية مدى مساحة الأراضي التي تحتلها ألمانيا في صربيا.

في أبريل 1941 ، قامت ألمانيا وحلفاؤها بغزو واحتلال مملكة يوغوسلافيا ، التي تم تقسيمها بعد ذلك. تم ضم بعض الأراضي اليوغوسلافية من قبل جيرانها من قوات المحور مثل المجر وبلغاريا وإيطاليا . قام الألمان بدعم وإنشاء دولة جديدة خاضعة لسياستهم وهي دولة كرواتيا المستقلة ( (بالكرواتية: Nezavisna Država Hrvatska)‏ ، NDH) ، التي كانت تتألف تقريبًا من معظم أراضي بانوفينا في كرواتيا قبل الحرب، إلى جانب اراضي البوسنة والهرسك الحالية كما احتل الإيطاليون والمجريون والبلغاريون أجزاء أخرى من الأراضي اليوغوسلافية. ولم تقم ألمانيا بضم أي إقليم يوغسلافي، ولكنها احتلت الأجزاء الشمالية من سلوفينيا الحالية وقامت قوات الاحتلال الألماني بتقسيم الجزء الذي تحتله من سلوفينيا إلى منطقتين إداريتين . 
اما الأراضي المتبقية، والتي كانت تشكل صربيا نفسها ، والجزء الشمالي من كوسوفو (حول كوسوفسكا متروفيتشا ) ، فضمها الألمان ووضعوها تحت إدارة حكومة عسكرية ألمانية.  وذلك بسبب طرق النقل الرئيسية للسكك الحديدية والأنهار التي مرت بها، ومواردها القيمة، وخاصة المعادن غير الحديدية . 
في 10 أبريل، اللجنة المركزية للحزب الشيوعي اليوغوسلافي ( Serbo-Croatian Latin ، KPJ) عينت لجنة عسكرية برئاسة أمينها العام، جوزيب بروز تيتو .  من أبريل، وشكل كي بي جي شبكة سرية في جميع أنحاء البلاد، بما في ذلك اللجان العسكرية التي كانت تستعد للحصول على فرصة لبدء التمرد.  وفي أيار / مايو، وضع كي بي جي سياسته المتمثلة في «الوحدة والأخوة بين جميع شعوب يوغوسلافيا، والكفاح المستمر بلا هوادة ضد الأعداء وعملاءهم داخل يوغسلافيا كمسألة حياه أو موت».  وفي 23 يونيو، وبعد هجوم المحور على الاتحاد السوفيتي ، قرر كي بي جي إطلاق الهجمات المسلحة، وفي الأسبوع التالي زار أحد عملاء التنظيم لجنة مقاطعة راسيني لتنظيم مفرزة من الثوار اليوغوسلاف وبالفعل في 22 يوليو تم تشكيل مفرزة راسيني في الغابة خارج كروسيفاتش ، فوكانت في البداية عبارة عن 34 مقاتلاً، عولى الرغم من وجود نقص خطير في الأسلحة. الا انه طوع حوالي 200 شخص من المدينة نفسها.

## التخطيط للهجوم
وقد أمر ببدء الهجوم العميد بالجيش اليوغوسلافي الملكي ليوبو نوفاكوفيتش . وكان الهجوم ضمن خطة أكبر تستهدف قوات المحور في غرب صربيا وفي خريف عام 1941، أبقى المتمردون اليوغسلاف كرالييفو تحت الحصار ليساهم سقوط كروشيفاتش بشكل كبير في سقوط كرالييفو .
وفقًا لمصادر يوغوسلافيا بعد الحرب، فقد عقد قائد مفرزة ستالاي مع ما يسمى بفصائل تشيتنيك التابعة للجيش اليوغوسلافي، اللفتنانت كولونيل رادوييفيتش اجتماعات مع ميلوجي زاكييتش  الذي كان يمثل القوات الحزبية اليوغوسلافية بقيادة الشيوعيين. والتقيا مرتين، كانت المرة الاولي في قرية سلاتينا في 18 سبتمبر 1941 والمرة الثانية في اليوم التالي في قرية بوفان ووضعوا خطة لهجوم كروشيفاتش . ووفقًا لهذه الخطة، تم الاتفاق على أن يكون تاريخ الهجوم هو 23 سبتمبر 1941 ، وسيتم حصار كروشيفاتش قبل الهجوم، ثم يقوموا بمهاجمة البلدة من الغرب والجنوب عبر باجدالا، علي ان يقوم المتمردين بمهاجمة البلدة من الشمال والشرق. ووافق قائد فيلق الحزب راسينا وقائد شيتنيك كيسيروفيتش على مهاجمة كروشيفاتش معًا في 23 سبتمبر 1941.

## القوات المشاركة
بالنسبة لجزء الخطة الخاص بشيتنيك من الهجوم فكان سيقوم بتنفيذة مفرزة راسينا تحت قيادة دراغوتين كيسيروفيتش وفصيل ستالاي بقيادة الملازم رادوييفيتش. بينما الجزء الآخر من الهجوم فقد قام بتنفيذه مفرزة راسينا للحزب الشيوعي. قدّر العدد الإجمالي للمتمردين الذين هاجموا كروشيفاتش ما بين 1000 إلى 10000 في مصادر مختلفة، بينما تتفق معظم المصادر على 2 - 3000 رجل. لم يكن سوى 500 متمرد مسلحين بالأسلحة النارية، بينما حمل آخرون أسلحة أخرى .
بلغ إجمالي الحامية الألمانية في كروشيفاتش 550 جنديًا. من بين هذا العدد، كان حوالي 350 جنديًا ينتمون إلى كتيبة الفوج الأولى من فوج المشاة 749 التابع لفرقة المشاة 717 .

## المعركة
استمر القتال بين قوات المتمردين المهاجمة وحامية المحور لمدة أربعة أيام.
في اليوم الأول، هاجمت مفرزة راسينا في كيسروفيتش حامية كروشيفاتش من اتجاه بغدالا وراسينا. وكانت أشد المعارك التي اندلعت في اليوم الأول من الهجوم عندما دفعت شيتنيك من مفرزة راسينا الحامية الألمانية من مواقعها باتجاه أطراف المدينة ومن ثم الي وسط المدينة ثم تطويقها في ثلاثة مبان في وسط المدينة: وهي صالة الألعاب الرياضية، وفندق بيلغراد ومجلس المدينة.
في اليوم الثاني من الهجوم، ألغى كيسيروفيتش الهجوم، وتراجع مع قواته وانضم إلى وحدات الشيتنيك الأخرى تحت قيادة العميد ليوبو نوفاكوفيتش في هجومهم على كرالييفو الذي كانت تسيطر عليها قوات المحور. لذلك وفي اليوم الثاني من الهجوم، استمرت مفرزة تشيتنيك ستالاي والفصيل الحزبي راسينا في شن هجماتهما المشتركة على الحامية. علي الحانب الآخر تلقت القوات الألمانية تعزيزات عندما وصلت المشاة والدبابات الألمانية من حامية نيش .
على الرغم من أن الألمان في البلدة دافعوا جيدًا الا انهم عانوا من مقتل 28 جنديًا وعدد من الجرجي، بمن قائد الكتيبة الألمانية. ولكن في اليوم الرابع من المعركة قدمت قوة كبيرة لتعزيز قوات المحور. وتخلى المتمردون عن المزيد من الهجمات بعد أن عانوا 17 قتيلاً و 74 جريحًا.

## بعد المعركة
بعد المعركة، قتل الألمان ما بين 60 و 80 مدنياً رداً على الهجوم. ألقت التقارير اليوغوسلافية بعد الحرب باللوم على كيسيروفيتش في فشل الهجوم على كروسيفاتش. وتتهم هذه المصادر كيسيروفيتش بمهاجمة الحامية الألمانية في وقت مبكر مما كان متفق عليه .
في النهاية، استولى الجيش الأحمر السوفيتي والقوات الشيوعية اليوغوسلافية على كروسيفاتش في خريف 1944 وأنشأ نظامًا شيوعيًا استمر لمدة خمسين عامًا.